# 三峰山の戦い
三峰山の戦い（さんぽうざんのたたかい）は、1232年に鈞州三峰山（現在の河南省許昌市禹州市）で行われた金朝とモンゴル帝国との戦闘。騎兵2万・歩兵13万、計15万の金朝軍はトルイ率いる約4万のモンゴル軍に大敗、モンゴル帝国の大勝に終わった。主力を失った金朝はモンゴルに対抗する術をなくし、程なくして首都の南京開封府を落とされ滅亡した。

## 概要
1230年（正大7年/庚寅）、モンゴルの新皇帝オゴデイは征伐軍を3方向に分けて対金攻略を再開した（第二次対金戦争）。オゴデイが自ら率いる中軍が南下する一方、テムゲ・オッチギンの左翼軍は山東方面から、トルイの右翼軍は陝西方面からそれぞれ挟撃し、金朝の首都の開封を包囲しようとする戦略だった。この過程で、トルイはチンギス・カンの遺詔により南宋の境内に属する漢中を経由するために使者を送り、軍の通過を求めた。1231年（正大8年/辛卯）秋、沔州に到着したモンゴルの使者が南宋の官員に殺害されると、トルイはその仕返しとして漢中に侵入し、南宋の四川制置使はモンゴル軍が境内を通過するのを黙認した。
こうしたなか、金朝の定遠大将軍の完顔陳和尚はモンゴル支配を避けて亡命してきた他民族の兵士を「忠孝軍」と名付け、寡兵をもってしばしばモンゴル軍に勝利し禦侮中郎将にまで昇進した。金軍は完顔陳和尚の軍を主力とし、黄河南岸と潼関に精兵を集結させ、防御に臨んでいた。しかし、12月に河中府が陥落すると、これを救うことに失敗した完顔合達・移剌蒲阿率いる金軍は鄧州で完顔陳和尚らの部隊と合流した後、順陽に駐屯した。1232年（正大9年/壬辰）正月、トルイの軍が漢水を渡って河南に入ってきたという情報に、黄河南岸に大軍勢を配置していた金朝は、後方を突かれる形勢に驚愕した。すぐさま、金軍主力に南方への転戦が命じられた。これと同時に、オゴデイの中軍も黄河を渡って金軍の兵船700隻余りを奪い、さらに鄭州を陥落し、トルイの右翼軍と合流しに鄧州へ移動した。完顔合達はこれを迎撃しようとしたが、トルイ軍が接近してくると、鄧州城に入ってその鋭鋒を避けた。ついにモンゴル軍が開封を目指していることに気づいた完顔合達は、トルイ軍の騎兵を追撃して禹山に至ったが、遊撃戦で応じたモンゴル軍は数日間にわたり決戦を回避したため、金軍の戦力は次第に消耗していった。この頃、開封にはモンゴル軍を撃退させたという虚偽の戦勝報告が伝えられ、朝野が安堵しただけでなく、河南の住民の中にも避難していない者が多かったが、2～3日後にモンゴルの騎兵が差し迫ってくると、戦勝の知らせが間違っていることに気づいたという。
モンゴル軍の誘引に巻き込まれることを憂慮した完顔合達の軍は開封を救うために東に移動したにもかかわらず、河南一帯が焦土化され補給さえまともにできない状況に陥った。正月12日、完顔合達・移剌蒲阿は鈞州近くの沙河に至り、再びモンゴル軍と対峙したが、飢えたうえに休息も取れなかった金兵の疲労は激しくなった。同日夕方から降り始めた雨は翌日には雪に変わり、金軍は増強されたモンゴル軍と交戦しながら前進したが、やがて大雪で道が塞がり、これ以上出られなくなった。正月15日、開封に帰り将兵を慰撫せよという哀宗の密旨が金軍陣営に伝えられたが、気が狂っていた移剌蒲阿は「これでやめよう。どうやってまた論じようというのか」と席を蹴って進軍を命じた。一方、モンゴル軍も強行軍で疲弊していたため、トルイは三峰山の山麓に陣を張り、馬から降り、塹壕を掘って猛烈な寒波から身を守った。モンゴル軍・金軍ともに余力はなかったが、モンゴル軍の方は雪中移動や厳冬期の用兵に慣れていた。翌日、再び吹雪が吹き荒れる中、両軍は三峰山で激突した。モンゴル軍は、ひとしきり金軍の猛攻をしのいだ後に、トルイ軍が塹壕から出てきて凍える金軍の兵士を片端から討ち取った。勝敗がほぼ決したのち、北から到着したオゴデイの軍が容易に敗残兵を掃討した。
この三峰山の戦いで金軍は大敗を喫し、その主力は壊滅した。完顔合達は戦死、移剌蒲阿は捕虜となり、同年7月に処刑された。敗軍の将となった完顔陳和尚は自らモンゴルの陣営に赴いて処刑された。以後、金朝は抵抗もままならず、1233年（天興2年/癸巳）には開封攻囲戦により首都が陥落した。蔡州へ逃げた金朝の残りの勢力を制圧するため、モンゴルは南宋に連合を提案した。南宋では、北方から興隆したモンゴル帝国と結ぶことについて一部の反対論があったものの、結局この提案に乗り、共同作戦が始まった。